# Jonás Ramalho
Jonás Ramalho Chimeno (Barakaldo, 10 de junho de 1993) é um futebolista angolano nascido na Espanha que atua como zagueiro. Atualmente, defende o Kazma, do Kuwait.

## Carreira

### Categorias de base e estreia profissional
Depois de ter atuado na base do Leioa entre 2001 e 2003, Ramalho teve sua formação como jogador de futebol nas canteras do Athletic Bilbao, desde os dez anos de idade. Em 27 de fevereiro de 2008, aos 14 anos, ele fez sua estreia em um amistoso contra o SD Amorebieta, entrando em campo aos 66 minutos para substituir Ustaritz. Na mesma partida, o técnico Joaquín Caparrós também promoveu a estreia de Iker Muniain.
Na categoria juvenil, foi campeão da Copa del Rey Juvenil de 2010. Ele fez sua estreia profissional em La Liga em 20 de novembro de 2011, contra o Sevilla, em que o Athletic, treinado pelo argentino Marcelo Bielsa, venceu por 2-1 na equipe andaluza no estádio Ramón Sánchez Pizjuán. A presença de Ramalho foi história para o clube, que pela primeira vez em sua história usou um atleta negro em jogos oficiais.

### Empréstimo no Girona e lesão
Em 10 de agosto de 2013, após 13 partidas (8 por La Liga, um pela Copa do Rei e 4 pela Liga Europa, ele foi transferido por empréstimo ao Girona por uma temporada, que acabou se estendendo até 2015. Porém, em maio daquele ano sofreu uma ruptura do ligamento cruzado anterior no joelho esquerdo, outro no menisco interno da mesma articulação e um edema ósseo na região do fêmur e tíbia, obrigando o Girona a encerrar o empréstimo. Seu contrato com o Athletic expirou em junho de 2015, mas o clube basco renovou o vínculo por mais um ano.
Recuperou-se da lesão em janeiro de 2016, jogando no Bilbao Athletic (time B dos Leones), que estava na Segunda Divisão, para recuperar o ritmo da competição até o final da temporada.

### Volta ao Girona
Em junho de 2016, o Athletic Club informou que Ramalho não teria o contrato renovado, e o zagueiro decidiu assinar com o Girona por três temporadas. Foi promovido à Primeira Divisão com o clube catalão, e em sua primeira temporada chegou a ser rebaixado ao time B e devolvido ao Athletic, mas foi reintegrado em seguida e consolidou-se como um dos principais jogadores de defesa da equipe.

### Málaga
Foi anunciado pelo Málaga em 15 de julho de 2022.

## Carreira internacional
Jonás Ramalho foi internacional nas categorias mais baixas da Seleção Espanhola, sendo o capitão da equipe nacional que foi vice-campeã do Campeonato Europeu sub-17 em 2010, e bicampeão da Euro Sub-19, em 2011 e 2012.
Em 2019, foi pré-convocado para representar a Seleção Angolana no CAN 2019, mas ficou fora da lista definitiva. A estreia do zagueiro pelos Palancas Negras foi num amistoso contra Moçambique, em setembro de 2020.

## Vida pessoal
Ramalho é filho de um imigrante angolano e de uma espanhola, nascida em Portugalete.

## Títulos
Bilbao Athletic
- Copa del Rey Juvenil (1): 2010

Espanha Sub-19
- Campeonato Europeu de Futebol Sub-19 (2): 2011 e 2012

### Seleção
| Título                        | Posição      | Sede          | Seleção | Ano  |
| ----------------------------- | ------------ | ------------- | ------- | ---- |
| Euro U17 17Atualmente joga no | Vice-campeão | Liechtenstein | Espanha | 2010 |
| Eurocopa U19                  | Campeão      | Roménia       | Espanha | 2011 |
| Eurocopa U19                  | Campeão      | Estônia       | Espanha | 2012 |

### Prémios Individuais
Atualmente joga no Atualmente joga no 
| Distinção                                         | Ano  |
| ------------------------------------------------- | ---- |
| Selecionado no Bronze Onze de Football Draft . 18 | 2009 |
| Selecionado no Bronze Onze de Football Draft . 19 | 2013 |